# TimeSplitters 2
TimeSplitters 2 è uno sparatutto in prima persona del 2002, sviluppato da Free Radical Design e pubblicato da Eidos Interactive per PlayStation 2, Xbox e Nintendo GameCube. Si tratta del seguito di TimeSplitters (2000). Il gioco è stato distribuito per la prima volta nell'ottobre del 2002 in Nord America ed Europa, mentre in Giappone è uscito nel febbraio del 2003.
TimeSplitters 2 consiste in uno sparatutto suddiviso in dieci livelli nei quali il giocatore assume il ruolo di un membro di una coppia di marines spaziali. Il giocatore deve tentare di fermare la razza aliena dei TimeSplitters, collezionando cristalli del tempo in vari scenari della storia che vanno dal Far West fino al XXV secolo. L'avventura può essere giocata da due giocatori in modalità cooperativa.
Alla sua uscita il gioco raccolse diverse recensioni positive da parte della critica, tanto che il sito GameSpot lo definì come "il migliore FPS incentrato sul multiplayer in split-screen", nonché uno dei migliori sparatutto per la sesta generazione di console.

## Modalità di gioco
In TimeSplitters 2 al giocatore viene richiesto di uccidere nemici e raggiungere obiettivi in diversi scenari predefiniti usando molteplici armi e tattiche. La salute e l'armatura sono rappresentate da due barre ai lati dello schermo che decrescono quando il giocatore viene colpito, e possono essere rigenerate camminando sopra appositi power-up.
Le armi di TimeSplitters 2 includono pistole, fucili, mitragliatrici, lanciarazzi, un lanciagranate, vari esplosivi, una balestra, e un lanciafiamme, tutti appartenenti diversi periodi di tempo: dallo storico al futuristico. Alcune armi hanno una funzione alternativa che aggiunge loro la capacità, per esempio, di lanciare una granata o detonare una mina a distanza. Alcune armi sono usate due a due (es. due pistole).

### Modalità singolo giocatore
La modalità in singolo principale in TimeSplitters 2 è divisa in dieci livelli, ognuno in un differente periodo di tempo. Ogni livello contiene una serie di obiettivi da completare. Alcuni obiettivi ci sono sin dall'inizio del livello, mentre altri sono aggiunti mentre si gioca. Esistono anche degli obiettivi secondari, che non sono obbligatori per terminare il livello. A metà di ogni quadro esiste un unico checkpoint dal quale si può ricominciare se si muore o si fallisce nel completare un obiettivo.
All'inizio di un livello, il giocatore può scegliere uno dei tre gradi di difficoltà proposti dal gioco: facile, normale, difficile. In tutti i livelli tranne il primo il giocatore può scegliere il grado di difficoltà solo se il livello precedente è stato completato sotto quel livello di difficoltà. Questi livelli non influiscono solo sulla forza dei nemici, ma aumentano anche la lunghezza del livello aggiungendo obiettivi e sbloccando zone inaccessibili a difficoltà inferiori.
Alla fine di ogni livello (eccetto l'ultimo), bisogna recuperare un cristallo del tempo. Fatto ciò, si aprirà un portale temporale che dovrà essere attraversato per terminare il quadro. Questo è spesso complicato dai TimeSplitters che vengono fuori.
Il gioco include anche una modalità cooperativa, nella quale due giocatori possono affrontare i livelli insieme. In questa modalità la difficoltà del gioco viene bilanciata diminuendo la salute dei giocatori, in modo che i nemici facciano loro più danno.
In posti segreti all'interno di certi livelli, ad un determinato livello di difficoltà, sono presenti cartucce di retrovideogiochi come Snake (qui chiamato "Anaconda"), Lunar Lander (qui AstroLander), e RetroRacer. Una volta presi, questi giochi possono essere giocati nel "Temporal Uplink", Lo strumento dove normalmente viene mostrata la mappa del livello.
È inoltre presente una modalità Sfida (Challenge), Nella quale bisogna completare un obiettivo specifico a seconda del livello. Gli obiettivi possono essere i più diversi, dal raccogliere banane allo sparare in testa a degli zombi. Al completamento dell'obiettivo, o allo scadere del tempo, il gioco finirà e sarà assegnata una medaglia a seconda dei punti ottenuti. Le medaglie possono sbloccare personaggi giocabili o trucchi, attivabili nel menù delle opzioni.